# Thuyết thần bí Merkabah

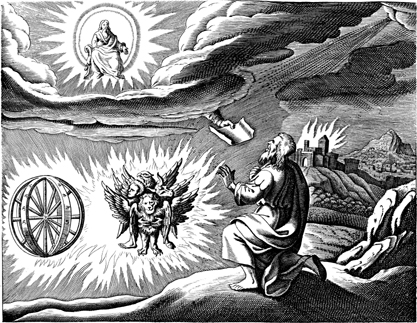
Bản sao tranh khắc của Matthäus Merian miêu tả cảnh khải tượng của Ezekiel (1670)

Merkabah (tiếng Hebrew: מֶרְכָּבָה merkāvā, "cỗ xe trên trời") hay Thuyết thần bí  Merkavah (nghĩa là Thuyết thần bí cỗ xe trên trời) là trường phái thần bí Do Thái sơ khai ra đời vào khoảng năm 100 TCN – 1000 CN, tập trung vào những khải tượng chẳng hạn như khải tượng được tìm thấy trong Sách Ezekiel chương 1, hoặc trong văn học hekhalot (văn học "cung điện"), liên quan đến những câu chuyện về các tòa cung điện trên trời và Ngai vàng của Chúa. Tập văn chính của dòng văn học merkabah được sáng tác trong giai đoạn 200–700 CN, dù cho phần tài liệu tham khảo sau này về truyền thống cỗ xe trên trời cũng có thể được tìm thấy trong văn chương của phong trào Ashkenazi Hasidim thời Trung Cổ. Loại văn bản chính theo điển tịch này là Maaseh Merkabah (tiếng Hebrew: מַעֲשֵׂה מֶרְכָּבָה maʿăśē merkāvā, "Công trình của Cỗ xe trên trời").

## Từ nguyên
Danh từ merkabah/merkavah "thứ để cưỡi, xe đẩy" có nguồn gốc từ gốc phụ âm רכב r-k-b với nghĩa chung là "cưỡi". Từ "cỗ xe" được tìm thấy 44 lần trong Văn bản Masoretic của Kinh Thánh Hebrew—hầu hết chúng đều đề cập đến những cỗ xe bình thường trên Trái Đất, và mặc dù khái niệm về merkabah gắn liền với khải tượng của Ezekiel (1:4–26), từ này không được viết rõ ràng trong Ezekiel 1.
Tuy nhiên, khi không được dịch, trong tiếng Anh, thuật ngữ tiếng Do Thái merkabah/merkavah (tiếng Hebrew: מֶרְכַּב, מרכבה, and מִרְכֶּבֶת) liên quan đến cỗ xe ngai vàng của Chúa trong các khải tượng tiên tri. Nó được liên kết chặt chẽ nhất với khải tượng trong Ezekiel chương 1 về chiếc xe bốn bánh do bốn hayyot ("sinh vật sống") điều khiển, mỗi con có bốn cánh và bốn khuôn mặt của con người, sư tử, bò, và đại bàng (hoặc kền kền).

## Khải tượng

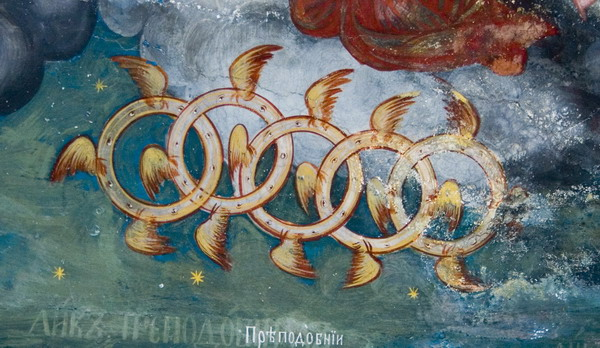
Bánh xe của Ezekiel ở Nhà thờ Thánh Gioan Tẩy Giả tại Kratovo, Bắc Macedonia. Tranh bích họa từ thế kỷ 19.

Nhà tiên tri Ezekiel đã tả lại khải tượng của mình về cỗ xe kỳ lạ này như sau: "Rồi đến năm thứ 13, tháng thứ 4, ngày thứ 5 của tháng, khi tôi ở  trong số những kẻ bị giữ bên sông Chebar, các tầng trời liền mở ra... Và tồi nhìn một cơn gió cuốn từ phía Nam, một đám mây lớn, và một ngọn lửa cứ tự tỏa ra sáng rực chung quanh nó, từ giữa đó như màu hổ phách, từ giữa quầng lửa. Cũng từ giữa đó hiện ra cái gì giống như bốn sinh vật. Và đây là vẻ bên ngoài của họ; họ giống như con người. Và mỗi người lại có bốn khuôn mặt, mỗi người lại có bốn cánh. Chân họ thẳng, gót chân họ giống gót của con bê: họ sáng lấp lánh như màu đồng đánh bóng".
Ezekiel tả chi tiết cảnh cỗ máy này đáp xuống. Ông tả máy bay đến từ phía Bắc, phun ra tia sáng lấp lánh, làm dây lên đám cát sa mạc khổng lồ. Hãy theo dõi chứng nhân Ezekiel kể thêm chút nữa: "Giờ tôi thị kiến những sinh vật sống, thấy một bánh xe trên mặt đất đây đi bởi các sinh vật có bốn khuôn mặt. Bề ngoài cái bánh xe và công việc của chúng biến thành màu xanh ngọc, và cả bốn cùng giống như một. Chúng nhìn giống và xoay như chiếc bánh xe giữa một bánh xe. Khi chúng đi như đi trên bốn hướng: chúng không xoay khi đi, còn về các khoen, chúng cao đến nỗi đáng sợ: các khoen đầy những con mắt tròn quanh bốn mặt. Khi các sinh vật đi, các bánh xe đi với họ, khi các sinh vật nhấc lên khỏi mặt đất, bánh xe cũng nhấc theo".
Ezekiel cũng viết: "Con trai của con người, hãy đứng thẳng và ta sẽ nói với ngươi." Người thuật chuyện nghe những lời này liền vùi mặt xuống đất vì sợ và run rẩy. Những người hiện thị bất thường này gọi Ezekiel là "con trai của con người" và muốn nói chuyện với ông. Chuyện kể tiếp: "... và tôi nghe sau lưng có tiếng nói to: Hãy chúc tụng vinh quang Thượng Đế từ đất của Ngài. Tôi cũng nghe tiếng cánh của các sinh vật chạm nhau, rồi tiếng các bánh xe át chúng đi, và một tiếng sàm sập vội vã".
Bên cạnh việc miêu tả chính xác cỗ xe, Ezekiel cũng ghi lại tiếng ồn mới lạ mà kinh khủng vang lên khi nó rời mặt đất. Ông so sánh tiếng đập cánh và tiếng bánh xe đinh tai với "tiếng sầm sập vội vã". "Các vị thần" nói với Ezekiel rằng ông có nhiệm vụ phục hồi lề luật trên miền đất này. Các vị đưa ông theo cỗ xe và khẳng định các vị vẫn chưa bỏ rơi miền đất. Trải nghiệm này gây ấn tượng mạnh lên Ezekiel, vì ông mải mê miêu tả cỗ xe kỳ cục. Còn có ba chỗ nữa ông mô tả rằng mỗi bánh xe nằm giữa một bánh xe khác, rằng bốn bánh có thể "đi theo bốn hướng... và không xoay khi chúng đi". Và ông đặc biệt ấn tượng bởi vì toàn thân cỗ xe: các phần lưng, tay cầm, cánh và ngay cả bánh xe cũng "đầy những con mắt". Về sau "các vị thần" tiết lộ mục đích chuyến đi của các vị cho người thuật chuyện, khi các vị bảo rằng ông đang sống giữa "ngôi nhà nổi loạn," có mắt cũng như mù, có tai không chịu nghe. Có lần ông được khai sáng về đồng bào mình, gồm tất cả những miêu tả về việc hạ cánh, lời khuyên và chỉ thị cho lề luật và trật tự, cũng như gợi ý xây dựng một nền văn minh thích đáng hơn. Ezekiel nghiêm túc nhận nhiệm vụ và truyền đạt mọi chỉ thị của "các vị thần".